# TVLine
TVLine é um site dedicado a informações, notícias e spoilers de programas de televisão.